# Eleven (Stranger Things)
Eleven, född som Jane Ives, även känd som El och 011, är en fiktiv person som är skapad av bröderna Duffer. Hon förekommer i Netflix-serien Stranger Things och gestaltas av Millie Bobby Brown. Hon är en flicka med telekinetiska och telepatiska krafter.

## Bakgrund
Eleven är dotter till Terry Ives, en deltagare i Project MKUltra som drevs av Central Intelligence Agency. Eleven togs till ett laboratorium i Hawkins av Dr Martin Brenner. Han använde henne som försöksperson för att utveckla hennes telekinetiska krafter. Hon flyr från laboratoriet och möter Mike Wheeler, Lucas Sinclair och Dustin Henderson, som letade efter sin vän, Will Byers.
Eleven hjälper dem att lokalisera Will genom sina krafter. Hon får reda på att han är instängd i en annan dimension. De tar fram sina kompasser och försöker hitta ingången till dimensionen. Eleven stör deras sökande när hon inser att de är på väg mot laboratoriet. Lucas blir arg på henne, efter att ha misstrott henne från början. Till försvar använder Eleven sina krafter på honom. Därefter försvinner hon och stjäl lådor av frysta våfflor från en butik. Hon kommer tillbaka när hon ser att Mike och Dustin blir utsatta för mobbning.
Mike, Dustin, Eleven och Lucas återförenas. Genast fortsätter de sökandet på Will. Gruppen kommer fram till laboratoriet med hjälp av Joyce Byers, Jim Hopper, Nancy Wheeler och Jonathan Byers. Will blir räddad och Eleven hjälper dem att fly. När ett monster från den andra dimensionen dyker upp offrar sig Eleven för att döda denna varelse.
En månad senare, efter en julfest, lämnar Hopper polisstationen och kör ut i skogen. Där lägger han våfflor i en undangömd låda.

## Utveckling
Bröderna Duffer baserade ursprungligen karaktären av Eleven på överlevande från Project MKUltra-experiment, med influenser från E.T. och idén att vara en outsider. De hämtade också inspiration från Elfen Lied och Akira.
Av alla roller på Stranger Things tyckte bröderna att det var svårast att rollbesätta Eleven. Eftersom karaktären hade få repliker, ville de ha en barnskådespelare som kunde förmedla mycket känslor. Brown var tvungen att raka huvudet för rollen.